# Canals (Valência)
Canals é um município da Espanha na província de Valência, Comunidade Valenciana. Tem 21,9 km² de área e em 2021 tinha 13 257 habitantes (densidade: 605,3 hab./km²).

## Demografia
| Variação demográfica do município entre 1991 e 2004 | Variação demográfica do município entre 1991 e 2004 | Variação demográfica do município entre 1991 e 2004 | Variação demográfica do município entre 1991 e 2004 |
| --------------------------------------------------- | --------------------------------------------------- | --------------------------------------------------- | --------------------------------------------------- |
| 1991                                                | 1996                                                | 2001                                                | 2004                                                |
| 12 308                                              | 12 886                                              | 12 710                                              | 13 671                                              |